# Коралайн и тайната на огледалото
„Коралайн и тайната на огледалото“ (на английски: Coraline) е американски стоп-моушън анимационен филм от 2009 г.
Базиран е от книгата „Коралайн“ от Нийл Геймън. Режисиран е от Хенри Селик. Продуциран е от Клеър Дженингс и Мари Сандел. Сценарисът е Хенри Селик. Във филма участват Дакота Фанинг, Тери Хачър, Дженифър Сондърс, Кийт Дейвид и други

## Дублажи

### Синхронен дублаж
| Роля                                            | Английски език                       | Български език                                  |
| ----------------------------------------------- | ------------------------------------ | ----------------------------------------------- |
| Коралайн Джонс                                  | Дакота Фанинг                        | Марина Димитрова                                |
| Мел Джоунс (майката на Коралайн) Другата майка  | Тери Хачър                           | Симона Нанова                                   |
| Чарли Джоунс (бащата на Коралайн) Другият татко | Джон Ходжман                         | Тодор Георгиев                                  |
| Котката                                         | Кийт Дейвид                          | Георги Тодоров                                  |
| Бобински                                        | Иън Макшейн                          | Стефан Сърчаджиев-Съра                          |
| Ейприл Спинк                                    | Дженифър Сандърс                     | Таня Михайлова                                  |
| Мириам Форсибъл                                 | Доун Френч                           | Василка Сугарева                                |
| Уайби                                           | Робърт Бейли младши                  | Живко Джуранов                                  |
| Деца-призраци                                   | Аанкха Нийл Джордж Селик Хана Кейзър | Балена Ланджева Светлана Смолева Златина Тасева |

### Войсоувър дублаж
| Озвучаващи артисти  | Даниела Йорданова Даниела Сладунова Силвия Русинова Николай Николов Георги Георгиев-Гого Христо Узунов |
| Преводач            | Ирина Ценкова                                                                                          |
| Тонрежисьор         | Венцислав Станков                                                                                      |
| Режисьор на дублажа | Димитър Кръстев                                                                                        |